# Mailáth György (felsőházi tag)
Székhelyi gróf Mailáth György (Mailáth György Nándor István Ödön Bálint) (Zavar, Pozsony vármegye, 1883. október 30. – Béc, 1967. november 11.) magyar huszárkapitány, nagybirtokos, császári és királyi kamarás, felsőházi tag.

## Élete
1883-ban született a Pozsony vármegyei Zavaron, római katolikus vallású, nagybirtokos családban, Mailáth György és Zichy Sarolta Paulina elsőszülött fiaként. Tanulmányainak befejezése után gazdálkodni kezdett a Baranya vármegyei Bakócán található birtokán, illetve bekapcsolódott a vármegye közéletébe is.
Az első világháborúban mint a 7. közös huszárezred kapitánya vett részt, harcolt orosz, román és olasz hadszíntereken is, és katonai érdemeiért több kitüntetésben részesült: elnyerte a hadiékítményes III. osztályú érdemkeresztet, valamint, az ezüst és a bronz Signum Laudist.
Számos társadalmi szerveződésnek volt tagja, egy részükben különféle tisztségeket is vállalt. Egy időben elnöke volt a Szent István Társulatnak, valamint a sásdi adófelszólamlási bizottságnak; az Országos Erdészeti Egyesület képviseletében tagja volt az Országos Erdőgazdasági Tanácsnak és az örökösjogú főrendi családok képviselőinek egyikeként – már az 1920-as évektől – az országgyűlés felsőházának is.

## Magánélete
1911. május 26-án kötött házasságot Budapesten, felesége Almásy Georgette grófnő (1890–1953) volt.